# فالکنهاگن
فالکنهاگن (به آلمانی: Falkenhagen) یک شهر در آلمان است که در Seelow-Land واقع شده‌است. فالکنهاگن  ۷۹۴ نفر جمعیت دارد.